# Marco Pledl
Marco Pledl (* 13. Dezember 2000 in Bischofsmais) ist ein deutscher Fußballspieler.

## Karriere
Pledl begann seine fußballerische Laufbahn beim SV Bischofsmais. Später spielte er in der Jugendabteilung der SpVgg Grün-Weiß Deggendorf. Zur Saison 2020/21 wechselte er vom SV Bischofsmais in die Regionalliga Bayern zum SV Schalding-Heining, kehrte jedoch im Juli 2022 zum SV Bischofsmais zurück. Dort erzielte er in der Kreisklasse 35 Tore und 25 Vorlagen in 24 Spielen.
Zur Spielzeit 2023/24 wechselte Pledl erneut in die Regionalliga Bayern, diesmal zur DJK Vilzing. Mit vier Toren und elf Vorlagen in 21 Spielen machte er dort auf sich aufmerksam. Im Januar 2024 verpflichtete der Zweitligist SC Paderborn 07 Marco Pledl, wo er vorwiegend in der zweiten Mannschaft in der Regionalliga West eingesetzt wird.
Am 13. April 2024 folgte sein Profidebüt in der 2. Bundesliga beim Heimspiel gegen den Karlsruher SC.
Zur Saison 2025/26 wechselte Pledl zum Drittligisten Viktoria Köln.